# 갈트 FC

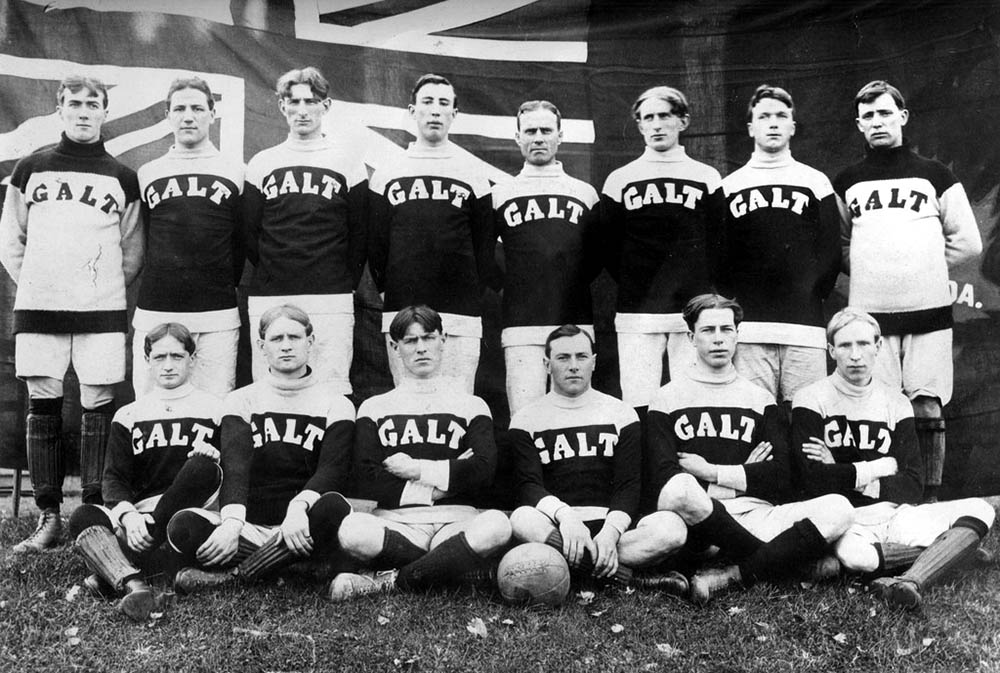

갈트 FC(Galt Football Club)는 온타리오주 갈트에 기반을 둔 축구단이었다. 1881년 또는 1882년에 창단된 이 구단은 1901년, 1902년, 1903년 온타리오 컵에서 우승했으며, 특히 1904년 올림픽 축구 토너먼트에서는 우승을 기록해 금메달을 차지하였다. 이후 2004년에 올림픽 금메달 100주년을 기념하여 캐나다 축구 명예의 전당에 헌액되었다.